# Liste nationaler Eishockeymeister 2001
Diese Liste enthält die Landesmeister im Herren-Eishockey der Saison 2000/2001 bzw. 2001. Aufgeführt sind nationale Meister der Länder, die Vollmitglied der IIHF sind oder in der IIHF-Weltrangliste geführt werden. Ersatzweise wird der Gewinner der höchsten Profiliga aufgeführt, wenn ein nationaler Meister nicht explizit ermittelt wird (z. B. NHL-Gewinner in Nordamerika oder ALIH-Sieger in Ostasien).

## Deutschland, Österreich und Schweiz
|                    | Meister        | Vizemeister    | Absteiger            |
| ------------------ | -------------- | -------------- | -------------------- |
| DEL 2000/01        | Adler Mannheim | München Barons | –                    |
| Bundesliga 2000/01 | EC KAC         | EC VSV         | Kapfenberger SV      |
| Nationalliga A     | ZSC Lions      | HC Lugano      | HC La Chaux-de-Fonds |

## Europa
| Land/Meisterschaft | Liganame                  | Meister                    | Finalgegner                              |
| Armenien           | Armenische Eishockeyliga  | ASC Jerewan                | Schengawit Jerewan                       |
| Belarus            | Extraliga                 | HK Njoman Hrodna           | HK Chimwolokno Mahiljou                  |
| Belgien            | Eredivisie                | Phantoms Deurne            | HYC Herentals                            |
| Bulgarien          | Bulgarische Eishockeyliga | HK Slawia Sofia            | HK Lewski Sofia                          |
| Dänemark           | Superligaen               | Herning Blue Fox           | Rødovre IK                               |
| Estland            | Meistriliiga              | HK Narva 2000              | Tartu Välk 494                           |
| Finnland           | SM-Liiga                  | TPS Turku                  | Tappara Tampere                          |
| Frankreich         | Élite Ligue               | Dragons de Rouen           | Orques d’Anglet                          |
| Großbritannien     | Ice Hockey Superleague    | Sheffield Steelers         | London Knights                           |
| Island             | Isländische Eishockeyliga | Skautafélag Akureyrar      | Ísknattleiksfélagið Björninn             |
| Italien            | Serie A1                  | Asiago Hockey              | HC Milano Vipers                         |
| Kroatien           | Kroatische Eishockeyliga  | KHL Medveščak Zagreb       | KHL Zagreb                               |
| Lettland           | Virsliga                  | HK Riga 2000               | HK Liepājas Metalurgs                    |
| Litauen            | Litauische Eishockeyliga  | SC Energija                | Vyltis Elektrenai                        |
| Niederlande        | Eredivisie                | Diamant Trappers Tilburg   |                                          |
| Norwegen           | Eliteserien               | Vålerenga IF               | IF Frisk-Asker                           |
| Polen              | Ekstraliga                | Dwory S.S.A. Unia Oświęcim | GKS Katowice                             |
| Russland           | Superliga                 | HK Metallurg Magnitogorsk  | HK Awangard Omsk                         |
| Schweden           | Elitserien                | Djurgårdens IF             | Färjestad BK                             |
| Slowakei           | Extraliga                 | HKm Zvolen                 | HC Dukla Trenčín                         |
| Slowenien          | Slowenische Eishockeyliga | HDD Olimpija Ljubljana     | HK Jesenice                              |
| Spanien            | Superliga                 | CH Jaca                    | CG Puigcerdà                             |
| Tschechien         | Extraliga                 | HC Slovnaft Vsetín         | HC Sparta Prag                           |
| Türkei             | Superliga                 | Polis Akademisi ve Koleji  | Büyükşehir Belediyesi Ankara Spor Kulübü |
| Ukraine            | Wyschtscha Liha           | HK Berkut Kiew             | HK Sokol Kiew                            |
| Ungarn             | Borsodi Jégkorong Liga    | Alba Volán Székesfehérvár  |                                          |

## Außereuropäische Ligen
| Land/Meisterschaft | Liganame                    | Meister                   | Finalgegner                    |
| Australien         | AIHL1                       | Adelaide Avalanche        |                                |
| Kanada             | Memorial Cup                | Red Deer Rebels           | Val-d'Or Foreurs               |
| Kanada             | Allan Cup                   | Lloydminster Border Kings | Petrolia Squires               |
| Nordamerika        | NHL                         | Colorado Avalanche        | New Jersey Devils              |
| Nordamerika        | AHL                         | Saint John Flames         | Wilkes-Barre/Scranton Penguins |
| Nordamerika        | IHL                         | Orlando Solar Bears       | Chicago Wolves                 |
| Südafrika          | Interprovincial Tournament1 | AMA Horney Pretoria       |                                |
| Vereinigte Staaten | NCAA                        | Boston College            | University of North Dakota     |

1 Liga wurde komplett im Kalenderjahr 2001 ausgetragen